# Frauengeschichten – Die sixx Reportage
Frauengeschichten – Die sixx Reportage ist eine Doku-Soap-Reportage im deutschen Fernsehen. Die Sendung läuft auf Sixx.

## Konzept
Frauen seien Helden des Alltags und jede Frau hat eine Geschichte. Frauen erzählen ihre Geschichte, egal aus welcher Schicht.

## Produktion, Ausstrahlung und Einschaltquoten
Am 15. März 2010 stellte Sixx seinen TV-Programm vor, wo auch diese Doku-Soap-Reportage genannt wird.
Die Ausstrahlung der Doku-Soap-Reportage begann am 9. Mai 2010. Nach einem Jahr hat Frauengeschichten - Die sixx Reportage sehr gute Einschaltquoten.
Am 15. November 2011 lief die letzte Folge am Dienstag, den seit dem 11. Januar 2012 wird die Doku-Soap-Reportage mittwochs um ca. 00.00 Uhr ausgestrahlt. Am 14. März 2012 lief die letzte neue Folge von Frauengeschichten - Die sixx Reportage. Bis zum 7. November 2012 wurden alte Folgen ausgestrahlt.